# تيسير أبوسنيمة
تيسير سعيد سليمان أبو سنيمة (أبو المجد) (1983-2011 28 عاماً) قائد فلسطيني عسكري، كان قائدة كتيبة في كتائب القسام الجناح العسكري لحركة المقاومة الإسلامية "حماس". شارك وأشرف على عدة عمليات قتالية وكان أهمها مشاركته بعملية الوهم المتبدد التي نتج عنها اسر الجندي جلعاد شاليط، ثم الإفراج عن مئات الأسرى الفلسطينيين بصفقة وفاء الأحرار. إغتاله الجيش الإسرائيلي بصاروخ موجه من طائرة حربية إسرائيلية في 9 ابريل 2011.

## النشأة والتعليم
ولد في 25 أغسطس 1983م لأسرة من قبيلة الترابين التي تنحدر جذورها من بئر السبع المحتلة المهجرة عام 1948م، أسرته مكونة من إخوته التسعة _ثلاث إخوة وست أخوات - وهوالثاني في الذكور.
درس الابتدائية والإعدادية في «مدرسة السكة»، وتعمّق لديه الشعور بالظلم بعد أن رماه جندي إسرائيلي صهيوني بحجر أثناء مغادرته للمدرسة فبقي أثره على رأسه. 
أكمل الثانوية في مدرسة بئر السبع.
كان تلميذ تربى على موائد القرآن، اهتم بالدراسة الإسلامية، كان باراً بأهله وولديه. فكان يمازح أمه بأن يطلب من أبيه أن يتزوج فلما يرى دهشتها يقبل عليها مقبلا رأسها. ودوما يصطحب لأهله ما يحبون من مأكل ومشرب، ويعود بالرأي إليهم ليشاورهم فيما يعمل.
ولحيائه لم يجد وسيلة ليقنع والده بالإقلاع عن التدخين إلا الدعاء، وفرح فرحا شديدا لما قرر والده ذلك، وأوصى أمه وأهله أن يزيدوا من رعايته والدعاء ليثبت على قراره، وهيأ الأجواء المناسبة لتثبيته ومنها قيامه بإجراء تمارين رياضية وعدو برفقة والده ليشغله عن التدخين.
وكان يساعد والده في عمل الزراعة والرعي، وعمل سائقاً لسيارتهم مشاركاً في جلب قوت أسرته، وكان تواصلا وقربا من أخته المتزوجة والتي تقطن في العريش ومما قاله في وصيته عنها:«أختي البعيدة بعيدة عن النظر قريبة إلى القلب» وبجهده سعى لإحضارها إلى القطاع من أجل رؤيتها.

### الاهتمام بالدين
اعتاد في صغره على النوم مبكرا والاستيقاظ قبيل الفجر. وكان يؤم المصلين في صلوات التهجد والتراويح وكان إمام مصلى الفاروق في منطقة الشوكة، ومن حرصه على صلته بربه أمّ الناس في صلاة الفجر ليلة زفافه.
وكان يحض الناس والمجاهدين على الصلاة خاصة صلاة الفجر في جماعة ومما قاله في جمع من المجاهدين:« كما نحن اليوم هنا متواجدون بهذا الكم الذي يثلج الصدور ويرفع أنفة المسلمين في كل العالم، لا بد أن نرفع هذه الأنفة في بيوت الله حتى يرانا كما يحب ويرضى».
منذ صغره كان يذهب مع والده إلى الصلاة في مسجد يبعد عنهم كثيرا في منطقة «الهسي»، وكان نشاطه الدعوي هناك، وبين عامي 2003 و2005م أشرف بنفسه على بناء مصلى الفاروق القريب من منزلهم فكان إمامه ومحفظ القرآن فيه.
وهو صاحب الدعاء والبكاء الذي ملأ الجوالات وصفحات الإنترنت بعد استشهاده، ومن أشهر دعواته:«اللهم أحسن خاتمتنا».
وله مع دروس العلم وحلقات الذكر إقبال كبير.
وهو صاحب عاطفة جياشة وحس مرهف وشعور، ومن المواقف التي أسبلت على خده دمعه عندما ظهر الشيخ وجدي غنيم على شاشات التلفزة بالبزة العسكرية أثناء حرب الفرقان، وأيضا لما سجد اسماعيل هنية شكرا لله على حشد الانطلاقة الحادية والعشرين لحماس.
ومع حلول عام 2006م أراد أهله زواجه، فلما اهتدى لزوجته قال أبو المجد له:«أريد فتاة من أهل الإيمان، وتحفظ من القرآن، وقل لهم _أي لأهل زوجته _ إنا بدي أستشهد».

## نشاطه الدعوي والرياضي والاجتماعي
إلتحق بصفوف حركة المقاومة الإسلامية حماس معتنقا نهجهاً في التغيير والمقاومة والجهاد، وكان لصحبة الشهيد علي الشاعر الأثر البالغ على شخصيته.
تميز بنشاطه الدعوي وهمته العالية وحرصه على صقل الشباب بالروح الإيمانية والزاد الدعوي الذي يمكنهم من مواصلة الطريق، فكان مشرفا على حلقة تحفيظ القرآن في مصلى الفاروق ويبادر لينظم الافطارات الجماعية للصائمين.
كان رياضياً نشطاً يشجع على النشاط الرياضي، متميزا في لعبه لكرة القدم، ماهرا في السباحة، سريعا جدا في العدو.
واستثمر حضوره كإمام وواعظ لحث الناس وتقريبهم من ربهم كأبرز دور دعوي تقدم حركة حماس.
وكان لشهيدنا نشاط بارز في العمل الجماهيري، والإعداد في فترة الانتخابات من أجل فوز حركته، وارتقى في صفوف الحماس كأخ مجاهد بايع جماعة الإخوان المسلمين عام 2005 م، ونظرا لما تحلى به من أخلاق وصدق انتماء لدعوته صار نقيبا فاعلا في الحركة مواظبا على الجلسات الدعوية حتى في أعقد ظروف حياته ومطاردته، وملتزما بدفع الاشتراك الشهري.

## رباطه ومقاومة الاحتلال
جاءه التكليف من والده قبيل عام 2000م حيث كانت لديهم قطعة أرض قريبا من مغتصبة موراج، وحينها كان الاحتلال قد أصدر قرارا بمنع العمل في الأرض فكانوا يفتشون المزارعين ويعاقبونهم حال اكتشفوا أن أحدهم يخالف قرارهم، فأوعز الوالد لابنه تيسير أن يتسلل قريبا من المغتصبة وفور خروج الدورية يبلغ والده عبر الاتصال، وأثبت خلال المهمة براعة في التسلل ورصد هدفه والانسحاب بكل ذكاء من المكان ولأكثر من 17 مرة كررها، مما يدلل على ميزات في شخصيته أهلته ليكون لاحقاً مقاتلاً مع كتائب القسام.

### إلتحاقه بكتائب القسام
عقب استشهاد صديقه «علي الشاعر» في عام 2004م عزم أن يواصل الدرب ويكمل المشوار فالتحق بكتائب القسام، وليكون من أوائل القساميين في منطقة الشوكة شرق رفح جنديا مرابطاً وراصداً للأهداف الصهيونية على الحدود الشرقية.
ثم ارتقى ليكون مسئولا عن مجموعة قسامية مجاهدة.
وأظهر أثناء هذه الفترة نشاطا عالياً في الانضباط والحرص على الرباط ورصد الأهداف العسكرية لقوات الاحتلال.

### قائد قسامي
في عام 2009م كلفت قيادة القسام في لواء رفح أبا المجد بمسئولية الكتيبة الغربية «كتيبة الشهيد أمير قفة» فكان نعم القائد لها، وبذل خلال قيادته الجهد العظيم من إعداد للمجاهدين، وتزودهم بالعتاد الإيماني والعسكري ليكونوا على قدر المواجهة، فأبلى خلال قيادته بلاءً حسنا.

## خطف جندي صهيوني والمطاردة
يوم مشهود من أيام الله صبيحة 25 يونيو 2006م دوى الانفجار بموقع كرم أبو سالم وتوالت الأخبار بعملية نوعية مشتركة قتل على إثرها اثنين من الصهاينة وأسر جندي آخر يدعة جلعاد شاليط، عملية أسماها القسام اسما يحكي عن نفسه «الوهم المتبدد» فبات كابوسا يطارد المحتلين ولا زال.

### اقتحام بيته وتخريبه واعتقال أخيه
وعقب العملية جن جنون العدو وأخذ يتخبط يمنة ويسرة في حيرة أمام ورطة مرغت أنف كيانهم في التراب، وشكل مساء الأول من يوليو منعطفا هاما في حياة أبي المجد حيث اقتحمت قوات صهيونية مدججة بيته بحثاً عنه أو عن شاليط حسب ادعائهم، ويتحدث والده عما جرى قائلاً:
«بعد علمية الوهم تركنا ككل الناس بيوتنا لأننا نسكن في منطقة خطرة ومستهدفة وكنا نأتي البيت من حين لآخر، حدث الاقتحام نحو الساعة 11 وكان أبو المجد قد أوصانا بالاحتياط و منذ أقل من ساعة توضأ وخرج من البيت وبقي الأهل في الدار، فإذا بقوات مدججة بالطيران والآليات تقتحم الدار وأخذوا يفتشون عن أبو المجد تحت كل شيء من الهوس، وسألوا زوجتي عن شاليط فأخبرتهم أنها لم تسمع بهذا الاسم من قبل فقالوا لها "واحد راجل ابنك أخذه"، وفتشوا البيت حجر حجر فلما لم يجدوا شيئا سرقوا نحو 14 ألف دولار، وأخذوا ملابس أبو المجد وأغراضه، وأوراقنا الثبوتية، إضافة لخطف ابني الأكبر ياسر وألحقوا بالبيت إضرار وفسادا كبيرين» .
أبا المجد كان يبعد عنهم مسافة قليلة مشاهداً ما يحدث، وعزم على الاشتباك معهم فلما رأى اعتقالهم لأخيه ياسر وحمل الجنود لأخيه محمد كدرع بشري آثر الانسحاب، وبعد وصوله لمنطقة آمنة اتصل به الصهاينة وكلهم غيظ وقاموا بشتمه بالعربية وطلبوا منه تسليم نفسه فأغلق الجوال وانطلق في حفظ الله ورعايته.
تعرض أهله للكثير من المضايقات مما اضطرهم لمغادرة بيتهم والسكن في الخلاء بمنطقة موراج يفترشون الأرض ويلتحفون السماء لمدة طالت لأشهر عدة، عوضاً عن اتصالات الصهاينة بوالده وقالوا له في أحدها:«جيب شاليط من عند ابنك ، واحنا بنطلع ياسر » ، والكثير من التهديد والترغيب، والناتج عن الوهم الذي زرع في عقولهم.
ومن جانبه لم يلق أبا المجد بترهات الصهاينة، هينا في عينه ما أصابه وأهله من لأواء، وكان مطمئنا إلى أن أخيه سوف يخرج عاجلا، بل كان يسخر من الصهاينة وما يفعلونه.
ومن الجدير ذكره أنه أثناء انسحابه من محيط بيته عطش في الطريق فاضطر لأكل قطف من عنب أثناء مروره بأرض يعرف صاحبها، وبعدها بأيام اتصل بصاحب الكرم وشرح له الأمر معتذراً إليه فسامحه الرجل.
ثم أُفرج عن أخيه ياسر بعد 15 يوماً.

## نشاطه العسكري الجهادي
كان نشيطاً عسكرياً في المنطقة الشرقية، وصل الليل بالنهار في رصد الأهداف والإعداد لقتل الصهاينة أو أسرهم، وكان مسئول وحدة الرصد القسامية جنوبي القطاع، وكان يخرج في مهمات على كافة حدود القطاع.
وبعد مطاردته استقر في منطقة تل السلطان وأنيطت به مسئولية سرية قسامية في المنطقة الشرقية، 
ومن أبرز العمليات التي نفذها وأشرف عليها:
- فهو أول من ضرب الصواريخ في المنطقة الشرقية خاصة على موقع اللواء الجنوبي بموقع كرم أبو سالم. وبتنفيذه وبأوامره أُطلقت المئات من الصورايخ والقذائف على المواقع العسكرية المحاذية لرفح.
- أشرف على إعداد الكمائن ونصب العبوات الناسفة على الحدود واستدراج للآليات، ومما نجم عنها تفجير لجيب عسكري بأوامر منه وتنفيذ الشهيد ناصر أبو شباب اعترف الصهاينة بإصابة أربعة جنود في العملية.
- وأشرف على العديد من عمليات القنص، اعترف الصهاينة بمقتل إحدى جنوده من لواء جولاني في علمية قنص له شرق المعبر بأربعمائة متر.
- أشرف على متابعة الحدود ورصد الأهداف للعمليات القسامية والتفكير لتنفيذها ومن أبرزها عملية نذير الانفجار والتي كان له دور بارز فيها وأخذت من وقته وجهده مدة 6 شهور، فهو من قام بتعيين الشهيد أسامة أبو عنزة لمهمة الرصد للعملية وقام بإرشاد الاستشهاديين إلى مكان العملية، وهو آخر من ودعهم.
- أشرف وأطلق العديد من قذائف البتار على الأبراج والثكنات العسكرية، اعترف الصهاينة بعدد من الإصابات بعد ضربه قذيفة بتار تجاه جنود كانوا يتمركزون في برج المطار.
- وقام بإطلاق العديد من قذائف آر بي جي على الآليات المتمركزة على الحدود وأعطى الأوامر بذلك، ومنها عملية شارك وأصيب فيها الشهيد مرشد أبو عاذرة استهدفوا خلالها عدد من الآليات، ورغم خطورة المنطقة ذهب أبو المجد بنفسه لإخلاء المصابين.
- قام بتنفيذ العديد من العمليات النوعية التي أقضت مضاجع الصهاينة ولم تقر لعيونهم قرارا.
- تقدم تجاه أماكن الآليات أثناء اجتياحها لمنطقة أبو معمر، وواصل زحفاً إلى أن وصل مكباً تقف الآليات خلفه فكان يبعد عنها مسافة نحو 10 م فحدد الإحداثيات لضرب الهاون على الآليات.
- ومع أنه كان يسكن حي تل السلطان إلا أنه كان أول المتواجدين في صد الاجتياحات، وكان من المتقدمين لكافة المهام الجهادية، وكان يقف أولا بأول لمتابعة الرباط وأمور المجاهدين.
- عرّض نفسه للخطر كطعم للقوات الخاصة لأجل إيقاعها في كمين إذا ما حولوا الدخول لاعتقاله.
- في إحدى العمليات ويوم استشهاد الشهيد «أسامة أبو عنزة» وصل قوات الاحتلال لجثته وكان أبو المجد يتصل على جواله فرد عليه أحد الجنود قائلا:«عظم الله أجركم، زلمتكم مات»، فما كان من أبي المجد إلا أن أعطى الأوامر بإمطار المنطقة بقذائف الهاون مما اضطرهم للانسحاب، واستطاع المجاهدون إخلاء جثمان أبو عنزة.

ومما كان يهتم به حث المجاهدين على الزاد الإيماني والاستعداد للآخرة وترغيبهم في الشهادة، ولم يكن يغفل الترويح عنهم فقام بالعديد من الرحلات الترفيهية معززا روابط الإخوة ومجددا لهمهم في العمل الجهادي.

## محاولات اغتياله واختطافه
تعرض لعدد من محاولات الخطف أو الاستهداف ونجا منها بفضل الله، ومن ذلك أنه في اجتياح لمنطقة «الجرادات» حاصرته آليات هو ومجموعة من المجاهدين حتى أنها تجاوزتهم فصاروا خلفها، فتمكن أبو المجد بإعطاء أوامر للمدفعية بقصف مكان تواجد الآليات مما اضطرها للانسحاب ونجوا بفضل الله .

## إستشهاده وإغتياله
أستشهد في الواحدة من صباح السبت 9 ابريل 2011م. مع رفاقه محمد عواجة وشادي الزطمة بقذيفة صاروخية من طائرة صهيونية استهدفتهم عند دوار «أبو الدقة» وسط تل السلطان غربي رفح
ثم خرجت رفح عن بكرة أبيها لوداع أبطالها، وخيرة مجاهديها. كان موكبا جنائزياً مهيبا كبيراً، زفت الجماهير أبا المجد إلى مقبرة الشهداء شرقي رفح.
كانت زوجته حامل في الشهر السابع، وسمي ابنه الذي ولد بعد شهرين من استشهاده على اسم أبيه «تيسير».

## الحكم عليه بالإعدام بعد استشهاده بـ 6 سنوات
في عام 2015 حكمت محكمة مصرية أثناء حكم السيسي تابعة للانقلاب المصري بالإعدام عليه.
ويعتبر إدراج القضاء المصري أسماء أسرى يقبعون في سجون الاحتلال -كالأسير حسن سلامة المحكوم عليه بعدد من المؤبدات منذ عام 1996، وأسماء شهداء قضوا قبل ثورة 25 يناير/كانون الثاني 2011 بسنوات كالشهيد حسام الصانع الذي استشهد خلال حرب الفرقان عام 2008، والشهيد تيسير أبو سنيمة الذي استشهد عام 2009- في لائحة الاتهامات الأخيرة يكشف بوضوح وبصورة أقرب إلى الفضيحة زيف هذه الادّعاءات وبطلانها، وأنّها قائمة على الفبركة والتهم المعلبة.